# Scylaticus argyropus
Scylaticus argyropus är en tvåvingeart som beskrevs av Engel 1932. Scylaticus argyropus ingår i släktet Scylaticus och familjen rovflugor. Inga underarter finns listade i Catalogue of Life.